# 海戸屯駅
海戸屯駅（かいことんえき）は中華人民共和国北京市豊台区に位置する北京地下鉄8号線の駅。

## 歴史
- 2018年12月30日 - 開業[1]。

## 駅構造

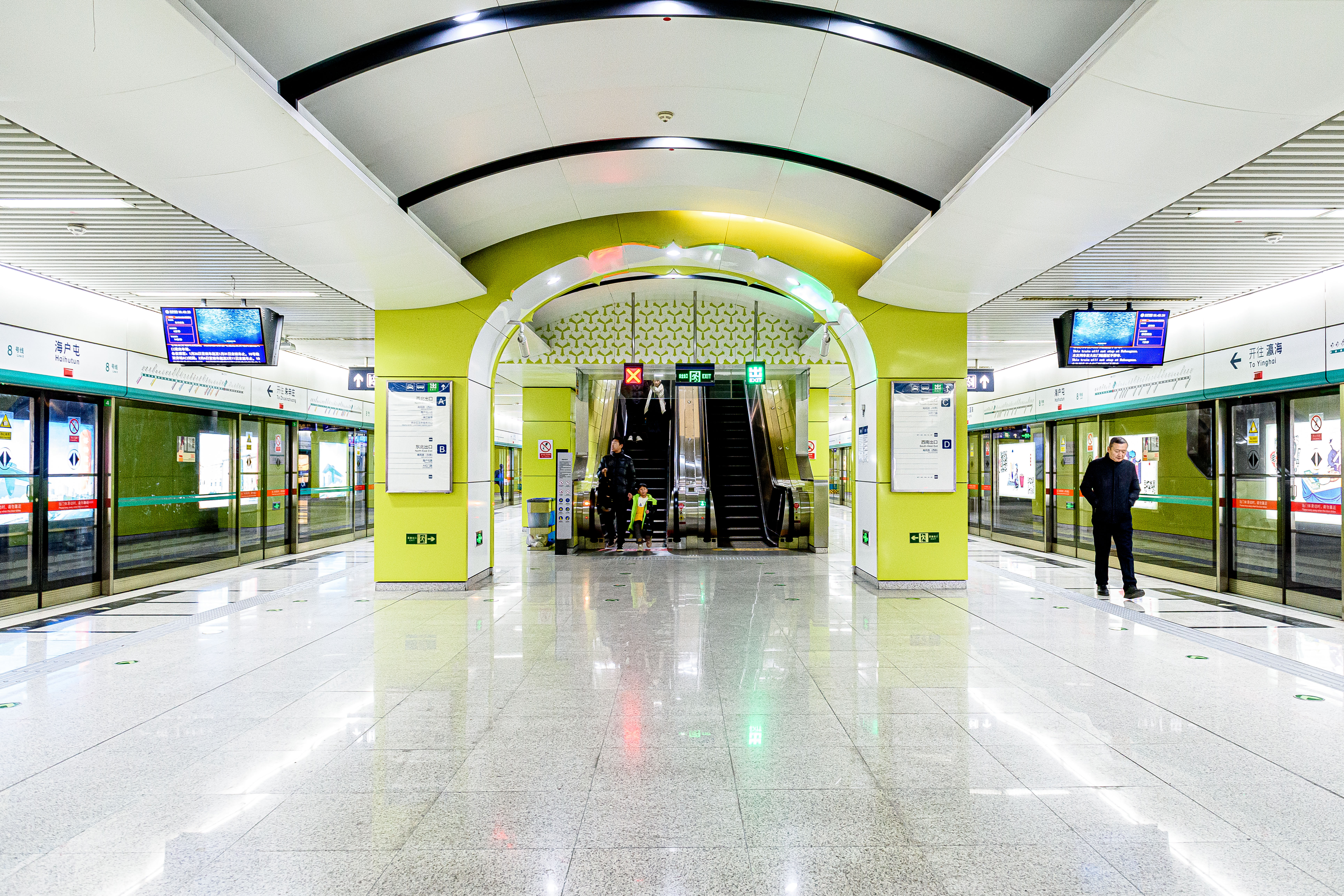
ホーム

島式ホーム1面2線を有する地下駅。

## 駅周辺
- 北京京門商務酒店
- 豊台区政務服務中心
- 北京新世紀服装ビル
- 駿景園中区・南区

## 隣の駅
北京地下鉄
■8号線
木樨園駅 - 海戸屯駅 - 大紅門南駅